# Vesper Group
Vesper Group AB, tidigare Scandinavian Special operation, är ett svenskt privat säkerhetsföretag. De arbetar med riskhantering, säkerhetsrådgivning och personskydd i riskfyllda miljöer både i Sverige och utomlands. De levererar analyser, stöd, personsäkerhetsprogram och skydd åt både svenska och internationella företag samt personskydd åt de nordiska utrikesdepartementen, EU-organ och andra myndigheter i Afghanistan, Irak och Libyen.
År 2014 misstänktes företaget för vapensmuggling. Förundersökningen lades senare ner ner eftersom någon brottsmisstanke inte längre förelåg.

## Uppdrag
- År 2008 anlitade svenska utrikesdepartementet Vesper Group för att tillhandahålla säkerhetskoordinatorer vid Sveriges ambassad i Kabul och för fältverksamheten i Mazar-e Sharif.[6]

- År 2010 hade Vesper Group i uppdrag av svenska utrikesdepartementet att även tillhandahålla livvaktsstyrkan vid Sveriges ambassad i Kabul samt säkerhetskoordinatorer vid de svenska ambassaderna i Bagdad, Khartoum och Islamabad.[7]

- I samband med att USA drog tillbaka sina trupper från Afghanistan i augusti 2021 var Vesper Group med och evakuerade 2 000 personer från landet.[8] Då hade företaget under många år haft uppdrag från Sveriges regering att skydda svensk personal i Afghanistan.[9]

## Samarbeten
I juni 2017 tecknades en avsiktsförklaring med Försvarsmakten om ett samarbete gällande personal. Försvarsmakten uppgav att syftet var att "ge sin personal utökade möjligheter till kompetensutveckling, variation i arbetet och ytterligare höja deras meritvärde på den civila arbetsmarknaden".